# اوتلق‌بلی
اوتلُق‌بلی (انگلیسی: Otlukbeli) یک شهرداری و مرکز بخش اوتلق‌بِلی در استان ارزنجان ترکیه است. این شهر در سال ۲۰۲۱، ۲٬۰۳۶ نفر جمعیت داشت. اوتلوق‌بِلی به محله‌های فاتح، محمد عاکف ارسوی و شهیدلر تقسیم می‌شود.

## تاریخچه
در سال ۱۸۳۵، روستای قاراقولاق (که اکنون مرکز بخش است) بخشی از بخش ترجان بود. جمعیت مردان قاراقولاق در آن زمان شامل صفر مسلمان و ۷۸ غیرمسلمان بود.